# Mount Soza
Mount Soza ist ein massiger Berg von 2190 m Höhe in den Bowers Mountains im ostantarktischen Viktorialand. Er flankiert den Rennick-Gletscher östlich zwischen den Einmündungen des Alt- und des Carryer-Gletschers. 
Das Advisory Committee on Antarctic Names benannte ihn 1964 nach Ezekiel R. Soza (1915–1983), topografischer Ingenieur des United States Geological Survey, und Teilnehmer an den Antarktisexpeditionen des Survey der Jahre 1961 bis 1962, 1962 bis 1963 und 1965 bis 1966. Bei letzterer leitete Soza die Gruppe zur Kartierung der Pensacola Mountains.